# Мальтузіанство
Мальтузіанство — школа думки, названа за іменем англ. економіста Томаса Мальтуса (1766–1834), який у своїй праці «Дослід щодо закону народонаселення» (1798) вказав на те, що зростання населення без жодних стримувальних факторів має відбуватися експоненційно (1→2→4→8), в той час як збільшення харчових ресурсів можливе лише в арифметичній прогресії (1→2→3→4). Наслідком такого розвитку подій Мальтус бачив вимушене повернення кількості населення до рівня, на якому оселище (Земля) здатне підтримувати людську популяцію, як результат голоду, хвороб і війни за обмежені ресурси; цей сценарій отримав назву «мальтузіанської катастрофи». Для уникнення цього сценарію Мальтус пропагував необхідність просування іншого виду стримувальних факторів — превентивних (упереджувальних), таких як регулювання народжуваності, — а також заперечував проти занадто активного втручання у процес розгортання описаних вище природних факторів.
Мальтузіанство як загалом песимістичний погляд на демографічні процеси та економічні фактори, що їх зумовлюють та характеризують їх розвиток, присутнє у теоріях багатьох інтелектуалів (соціологів, біологів, економістів) з часів Мальтуса. Неомальтузіанство відрізняється від класичних ідей Мальтуса тим, що концентрується на екологічних аспектах більше, ніж на соціально-економічних. Також, як упереджувальні засоби регулювання рівня населення в сучасні часи розглядаються скоріше штучні засоби контролю за народжуваністю, тоді як Мальтус, ревний християнин, виступав за пропагування самоконтролю (стриманості) і відкладання шлюбу до тих пір, поки потенційна родина не здобуде достатню фінансову основу для забезпечення дітей.
Термін «мальтузіанство» у використанні опонентів цього погляду часто має зневажливі конотації.

## Класичне мальтузіанство
Есей Мальтуса був частиною дискусії про причини бідності, що точилася у британському суспільстві наприкінці 18-го століття, і був написаний у заперечення ідей Уільяма Ґодвіна і маркіза де Кондорсе, які вважали, що людство піддається удосконаленню. Мальтус же стояв на песимістичній позиції, що здатність людей швидко розмножуватися загрожує звести нанівець будь-які спроби удосконалення. Зокрема, Мальтус вказував на вищий рівень народжуваності серед робітничих класів і зазначав, що саме це, а не експлуатація капіталістами, вела до їхньої бідності.
Виходячи з цього, Мальтус негативно ставився до ідеї соціальної допомоги бідноті, оскільки це спричиняло лише зростання її чисельності.
У пізніших редакціях свого досліду Мальтус зайняв більш оптимістичну позицію, хоча серед дослідників існує незгода щодо того, наскільки він скоригував свою позицію. За словами Дена Рітчела (Центр історичної освіти Університету Мериленда),
Великий мальтузіанський страх був перед тим, що "безрозбірна благодійність" призведе до експоненційного зростання населення у бідності, збільшення претензій на суспільний гаманець для підтримки цієї зростаючої армії матеріально залежних і, урешті-решт, катастрофи — державного банкрутства. Хоча мальтузіанство пізніше почали ідентифікувати з питанням загального перенаселення, первісне занепокоєння Мальтуса стосувалося конкретно загрози перенаселення країни залежною біднотою!
Ці погляди наразилися на критику особливо з боку тих, хто стоїть на лівих політичних позиціях. Так, Карл Маркс і Фрідріх Енгельс називали Мальтуса «лакеєм буржуазії». Соціалісти та комуністи вважали, що мальтузіанські теорії покладали на бідних провину за їх експлуатацію класом капіталістів і відтак можуть бути використані для ще більшого гноблення пролетаріату, чи то через спроби зменшити народжуваність, чи виправдовуючи загалом погані умови життя робітників у 19-му столітті.

## Неомальтузіанство
У новітні часи мальтузіанство присутнє в багатьох дискусіях щодо соціально-економічного розвитку суспільства. Джон Мейнард Кейнс у своїх «Економічних наслідках миру», відкриває свою аргументацію мальтузіанським змалюванням політичної економіки в Європі як нестабільної через мальтузіанський тиск населення на наявні запаси харчування. Багато економічних моделей вичерпання ресурсів та обмеженості ресурсів є мальтузіанськими за своїм характером: рівень споживання енергії пережене здатність віднайти та видобути нові джерела енергії, що призведе до кризи.
Мюррей Ротбартд про прояви мальтузіанства у США на початку XX ст.:
У передбаченнях неминучого вичерпання природних ресурсів, як ми помітили, немає нічого нового. У 1908 році президент Теодор Рузвельт скликав конференцію губернаторів із приводу природних ресурсів, попереджаючи про їхнє «неминуче вичерпання». На цій конференції виробник сталі Ендрю Карнегі спрогнозував, що поклади залізної руди на Верхньому озері закінчаться до 1940 року, а залізничний магнат Джеймс Дж. Гілл передбачив, що більшість ресурсів деревини в країні будуть вичерпані за десять років. І це ще не все: Гілл навіть спрогнозував неминучий дефіцит пшениці — і це в США, де ми досі стикаємося з надлишком виробництва зерна завдяки програмам субсидування фермерів. Поточні похмурі прогнози робляться на тих самих підставах: величезній недооцінці перспектив сучасних технологій та нерозумінні механізмів ринкової економіки.
У 1950-х, 60-х та 70-х рр. мало місце «неомальтузіанське відродження», позначене публікаціями двох впливових книг у 1948 р. («Наша сплюндрована планета» Фейрфілда Осборна та «Шлях до виживання» Уільяма Воґта). За ці десятиліття населення світу значно зросло. Багато хто з екологічних рухів почав бити на сполох стосовно потенційних загроз зростання населення. Біолог Пол Ерліх, що 1968 р. видав книгу «Бомба перенаселення», був одним з найбільш видатних неомальтузіанців. Римський клуб 1972 р. видав книгу «Межі зростання».
Критики (нео)мальтузіанської позиції вказують на те, що людство спромоглося значно підвищити ефективність виробництва харчових продуктів, а рівень зростання населення Землі останнім часом не відповідає найбільш песимістичним передбаченням. Достатківець Джуліан Саймон писав, що, всупереч неомальтузіанській теорії, здатність Землі підтримувати життя фактично безмежна. Йому заперечував фізик Ел Бартлетт, який підкреслював проблемність саме експоненційного зростання населення на противагу скінченності ресурсів Землі й саркастично пропонував називати достатківців «Новим товариством пласкої Землі», оскільки безмежні ресурси були б можливі лише за умови пласкої Землі, що нескінченно простягається в усі боки, тоді як сферична Земля є обмеженою. Бартлетт називав нездатність зрозуміти функцію геометричної прогресії найбільшим ґанджем людства.